# 厚木インターチェンジ

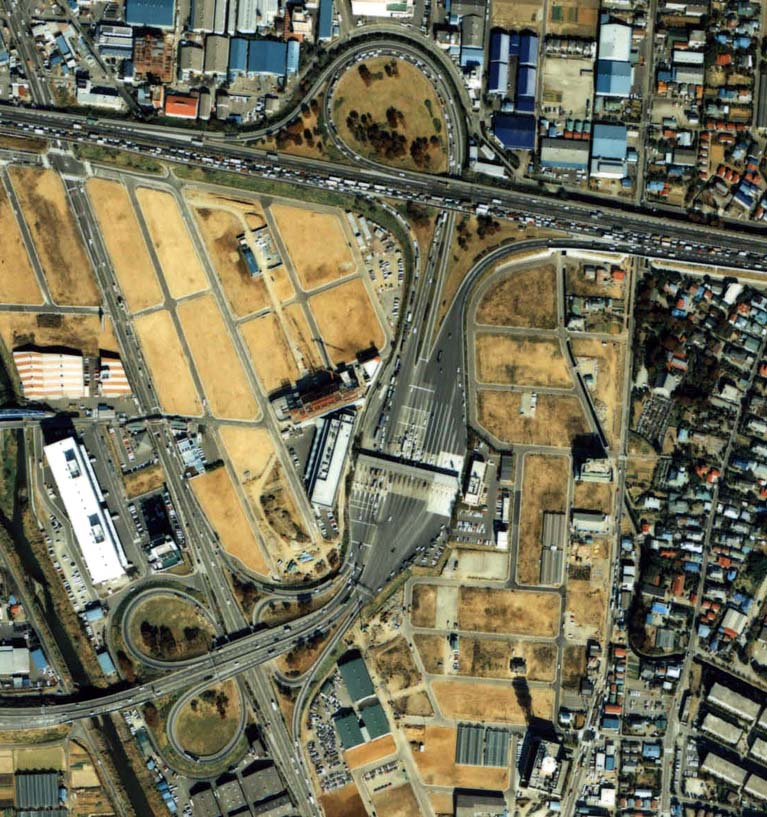
航空写真。

厚木インターチェンジ（あつぎインターチェンジ）は、神奈川県厚木市にある東名高速道路のインターチェンジ (IC)。東名高速道路と小田原厚木道路とのジャンクション (JCT) を兼ねている。
起点の東京ICから35 kmのところにあり、東京ICから当ICまでの区間は大都市近郊区間に設定されているため、当ICから東京方面は料金が割高になる。2009年3月より開始したETCによる休日特別割引では、東名高速道路における地方部区間の東京側最東地点である。

## 解説
当ICでは、小田原厚木道路と一般道路間相互の通行はできないため、隣接の厚木西ICなどを利用する。なお、厚木西ICの厚木方面出入口は本ICの一部としても案内されており、厚木西IC - 厚木IC間のみ通行する場合は、小田原厚木道路の通行料金が徴収されない。
国道129号平塚方面からの入路は、小田原厚木道路の下で相模原方面への出路をトンネルでくぐる立体交差となっている。以前は、平塚方面からの入路と相模原方面への出路がいったん合流し分岐する構造（かつての大月IC下り線と同様）であった。
当ICと、首都圏中央連絡自動車道（圏央道）に接続する海老名JCTとの間では、本線に並行した「圏央道専用連絡路」と称する集散路が設置されている。これは当ICと海老名JCTとの間が1 kmほどしかないため、東名本線への合流・分流を分散し事故や渋滞を減らそうとする工夫のひとつである。このため当ICおよび静岡方面 - 海老名JCT - 圏央道と利用する場合は、当IC - 海老名JCTにおいて本線ではなく専用連絡路を通行することになる。この専用連絡路は海老名JCTの一部であるため、上り線から当ICを利用する場合、いったん連絡路方面に分岐した後、さらに分岐する形で出口へ流出する。
| 当ICから東京方面を見る。川の反対側が海老名JCT、川を渡る部分の本線の両側の車線が専用連絡路である。 |  | 下り線付近。専用連絡路が本線からの出口誘導路を跨いでいる。 |  | 上り線付近。専用連絡路が本線への入口誘導路を跨いでいる。 |
| 当ICから東京方面を見る。川の反対側が海老名JCT、川を渡る部分の本線の両側の車線が専用連絡路である。 |  | 下り線付近。専用連絡路が本線からの出口誘導路を跨いでいる。 |  | 上り線付近。専用連絡路が本線への入口誘導路を跨いでいる。 |

## 道路
- E1 東名高速道路（5番）

## 接続する道路
- 直接接続
  - 国道129号
  -  E85 国道271号（小田原厚木道路）

当ICでは東名高速道路とこれらの道路が連絡しているため、交通量が多く渋滞が頻発している。国道129号へのランプは出口付近に信号があるため、特に混雑しやすい。
- 間接接続
  - 国道246号

## 料金所
- ブース数：21

### 入口
- ブース数：7
  - ETC専用：4
  - 一般：3

### 出口
- ブース数：14
  - ETC専用：4
  - 一般：8
  - 休止中：2

## 歴史
- 1969年（昭和44年）6月10日 - 開設。当初は厚木バスストップ (BS) を併設していた。
- 1993年（平成5年）10月12日 - 厚木BSを廃止。厚木BSは1995年（平成7年）4月1日に1.7 km小牧IC寄りに移転開設。

## 周辺
当ICから南へ約1.4 kmの場所に、新東名高速道路厚木南ICがある。
- 厚木アクスト
- ソニー厚木テクノロジーセンター
- 東名厚木健康センター（2025年8月31日閉店）
- 東名厚木病院
- 小田急小田原線本厚木駅
- 小田急小田原線愛甲石田駅
- 厚木市立相川小学校
- 厚木市立相川中学校

## 隣
E1 東名高速道路
(4-1) 綾瀬SIC - 海老名SA - (4-2) 海老名JCT - (5) 厚木IC - (5-1) 伊勢原JCT - (5-2) 秦野中井IC
E85 小田原厚木道路
厚木西IC - (5) 厚木IC